# LZ 130 Graf Zeppelin II
El Graf Zeppelin II (Deutsche Luftschiff Zeppelin #130; codi de registre: D-LZ 130) va ser l'últim dels dirigibles alemanys construïts per la Zeppelin Luftschiffbau durant el període entre la Primera i la Segona Guerra Mundial. Va ser la segona i última aeronau de la classe Hindenburg, nomenada en honor a Paul von Hindenburg. Va ser la segona nau a portar el nom "Graf Zeppelin" (la primera va ser el LZ 127), i per això sovint és conegut com a Graf Zeppelin II.

## Disseny i desenvolupament
El disseny del LZ-130 incorpora algunes millores sobre el disseny del Hindenburg LZ 129. Més visible, les beines del motor van ser redissenyades completament, utilitzant motors dièsel. Els motors tenien un sistema de recuperació d'aigua que capturava l'excedent del tub d'escapament dels motors per reduir al mínim la pèrdua de pes durant el vol. Les cobertes de passatgers van ser també completament redissenyades, el restaurant es va traslladar a la meitat dels quarts i les finestras estaven mig panell més avall. Les 16 cel·les de gas van ser il·luminades i una era de seda en lloc de cotó. Les aletes de la cua eren una mica més petites i l'aparell va ser redissenyat. Altres parts de l'aeronau van tenir redissenys, com ara les campanes de la cuina, les finestres góndoles i la instal·lació de la roda d'aterratge. A més, el compost de dopatge per al revestiment de tela exterior també es va modificar: Es van afegir bronze i grafit per evitar la inflamabilitat, així com millores en la conductivitat elèctrica de la coberta exterior.
El Graf Zeppelin II va ser dissenyat originalment per utilitzar hidrogen com a gas per elevar-se. Després del "desastre del Hindenburg", però, Hugo Eckener va jurar que mai no tornaria a utilitzar hidrogen en una aeronau de passatgers de nou. En el seu lloc, planejava usar heli (que també havia estat originalment planejat com a gas d'elevació per al Hindenburg). L'única font d'heli en quantitats prou grans era Estats Units, de manera que Eckener va anar a Washington DC per pressionar a favor d'utilitzar heli en les seves aeronaus. Va visitar al president Roosevelt en persona, que va prometre subministrament d'heli, però només per a fins pacífics. Després de l'annexió d'Àustria al març de 1938, el secretari de l'Interior dels Estats Units, Harold Ickes es va negar a subministrar l'heli, i el Graf Zeppelin  II , en última instància, va ser omplert amb hidrogen. També s'ha suggerit que l'ús d'heli es va descartar per raons econòmiques.

## Cronologia
El 23 juny 1936 van col·locar la quilla de la nau i es van fixar els anells principals al sostre de l'hangar. El 14 de febrer de 1937 es va instal·lar el con del nas. En el mateix mes, també es va aplicar la tela al marc.
El 6 de maig el Hindenburg esclata en flames i s'estavella en aterrar a Lakehurst, Nova Jersey (Estats Units), matant a 35 d'un total de 97 persones a bord i un membre del personal de terra.
Entre el 15 i el 22 d'agost de 1938 es s'omplen amb gas les cèl·lules de combustible, es proven els motors, les connexions elèctriques i el sistema de comunicació de ràdio. El 14 de setembre d'aquest any, la nau va ser batejada i va volar per primera vegada. A diferència del bateig del  Hindenburg , només els funcionaris de l'empresa Zeppelin i Hermann Göring eren presents, sense altres representants del govern que arribessin a l'avarada. El discurs pronunciat el doctor Eckener.
El 14 de noviebre de 1938 - Per l'època en què el  Graf Zeppelin II  va ser acabat era obvi que no podria ser utilitzat com a nau de passatgers, degut en part a la manca de subministrament d'heli inert. El Ministeri de l'Aire del Reich va permetre al  Graf Zeppelin II  volar durant un any fins al 01 de setembre 1939 "sense cap tipus de transport de passatgers i fora de les zones tropicals".

## Història operativa
En total, el Graf Zeppelin va fer 30 vols:

### Vols 1-7
El primer vol va tenir lloc el 14 de setembre de 1938. Va tenir lloc immediatament després de l'avarada del dirigible sota el comandament d'Hugo Eckener. La nau es va enlairar des Friedrichshafen a les 7:50 amb 74 persones, principalment del Ministeri de l'Aire, i els funcionaris de l'empresa Zeppelin a bord. A més anaven els constructors, tècnics i enginyers de l'aeronau. Els motors es van iniciar només després que l'aeronau va aconseguir una altura de 100 metres. El  Graf Zeppelin II  volar a través de Múnic, Augsburg i Ulm i va tornar a Friedrichshafen a la 1:30 de la tarda, recorrent un total de 925 quilòmetres. Hugo Eckener descriure el viatge com "satisfactori" i "èxit".
El segon vol es va realitzar entre el 17 i el 18 setembre de 1938. Va ser una prova de 26 hores sota el comandament del Dr Hugo Eckener i el capità Hans von Schiller amb un total de 85 persones a bord. Va començar a les 8:08 PM el 17 de setembre de 1938. El matí es va dedicar a la Bodensee amb mesures diferents. Al migdia, el vaixell va volar cap al nord amb direcció de Stuttgart a les 12:15 i Frankfurt del Main a les 13:15, i després cap Eisenach i Eisleben. Cap a la nit van arribar a Berlín. Després de molts circuits a baixa altura el Graf es va dirigir a Hamburg. En a l'estuari del Mar de Wadden van fer calibratges i proves. Després va prendre un curs directe de Minden cap a Frankfurt am Main i després cap al Llac de Constança. Allà, l'aeronau va haver de sobrevolar Friedrichshafen, perquè la pista d'aterratge era a la boira. A les 10:17, LZ 130 va aterrar després de recórrer 2.388 quilòmetres, i poc abans de les 11.00 h va tornar a entrar a l'hangar Löwenthaler. El següent vol també va ser una prova de distància, cobrint Múnic - Viena - Múnic (1215 km) el 22 de setembre.
Tres dies després es va fer una prova d'altitud, superant els 2.000 mi el 27 de setembre hi va haver una nova prova tripulada per provar la ràdio i altres implements. El sisè viatge es va efectuar el 28 de setembre. Amb aquesta prova es tractava d'investigar si les càrregues electroestàtiques havien estat la causa del desastre del Hindenburg i, per tant, l'interès es centrava a fer-ho volar durant tempestes elèctriques, ja que en millors condicions climàtiques no tindria resultats útils. La nau va volar amb les cel·les de gas per sota del límit d'expansió per evitar la sobrepressió en les vàlvules i l'alliberament d'hidrogen. El viatge va durar gairebé 26 hores, cobrint 2.500 km. El sistema de recuperació d'aigua de llast complir les expectatives dels enginyers en produir prop de nou tones d'aigua.
El 31 octubre 1938 enlairar al voltant de les 14:15 sota el comandament del capità Sammt, en l'última inspecció de vol i alhora el vol de trasllat a  Flug-und Luftschiffhafen Frankfurt del Main  (l'aeroport a Frankfurt del Main). Va aterrar després de gairebé 25 hores, cobrint més de 2.100 quilòmetres al voltant de 15:10. L'aeronau i la tripulació van ser rebuts pel Gauleiter Sprenger <- ! Probablement Jakob Sprenger, qui en aquest moment era ek Gauleiter de Hessen --> en el nou aeroport llar. El 14 de novembre de 1938 el LZ 130 va rebre el Luftschiff-Zulassungsschein (document de matrícula d'aeronau). Per tant, estava certificat per al trànsit aeri i inscrit al Luftfahrzeugrolle alemany (registre d'aeronaus), però amb la restricció de no transportar passatgers.

### Vol 8 - Sudetenlandfahrt
El vol 8 és conegut com a "Sudetenlandfahrt" o Sudetenduetsch Freiheitsfahrt 1938 (Viatge d'Sudets). Es va fer a instàncies del Ministeri del Reich per a la Il·lustració Pública i Propaganda (für Reichsministerium Volksaufklärung und Propaganda o Propagandaministerium). Després que la votació popular va donar lloc a una gran majoria de Hitler i el NSDAP es van utilitzar molts canals per a propaganda, incloent un vol del Zeppelin sobre les  befreiten Gebiete ' (regions alliberades). A bord hi havia 62 tripulants i 7 passatgers, entre ells oficials militars.
El llançament es va produir el 2 desembre 1938 poc després de les 10. Sobre Reichenberg (actualment Liberec), capital de Sudets, sobre el qual surava l'LZ 130 exactament en la visita de Hitler, van ser expulsats petits paracaigudes amb esvàstiques i volants amb el text "Dein JA dem Führer "(" El SI per al líder "). Els altaveus de l'LZ 130 tocaven música i la propaganda nacional-socialista per a les eleccions del 04 de desembre que s'acostava. Després el LZ 130 va volar a la pista d'aterratge i va llançar a Reichenberg 663 quilograms de correus de records postals (com la mostrada en la imatge). En empitjorar el temps es va dificultar el vol, de manera que després d'un temps es va decidir fer marxa enrere. Després que va deixar els Sudetes, va entrar a núvols baixes i neu. Va començar a congelar. Més tard, les hèlixs bufar fragments de gel trencades per sobre exterior de la nau. No obstant això, la tripulació immediatament va reparar el dany. A les 17:46 el Zeppelin va aterrar sense problema amb ràfegues de vent i va ser portat al hangar del dirigible.

### Vols 9-30
Els següents vols van ser esporàdics i van servir en part per fer més ajustos i mesures, realitzant-se el 13 de gener, el 13 d'abril i el 15 de juny de 1939, amb un recorregut total de 6.000 km. Els vols 12, 13 i 14 es van realitzar al juliol d'aquest any, aterrant a Meiningen, Leipzig i el Mar del Nord per lliurar correspondència. A l'agost es van realitzar vols a Görlitz, (Bielefeld - Münster i Kassel, respectivament.
El vol 24 va ser conegut com  Spionagefahrt  ("viatge d'espionatge"). Es va realitzar del 2 al 4 agost de 1939, durant més de 48 hores i cobrint 4203 quilòmetres. Va ser el viatge més llarg del LZ 130. L'objectiu principal era reunir en secret informació sobre el Chain Home (el sistema de radar que s'estenia per tota la costa de Gran Bretanya. Per a això, el dirigible va volar cap al nord, prop de la costa est britànica fins a les illes Shetland i va tornar. A bord hi havia 45 tripulants i 28 tècnics de mesura. desenganxar el 2 d'agost de 1939 a entorn de 20:53, i va sobrevolar Hildesheim a les 23:38, sent vist per molt poques persones.
Va volar lentament i aturà els motors a Aberdeen (simulant que hi havia una falla en el motor) amb la finalitat d'investigar les estranyes torres d'antena. Com un globus sense motor deriva cap a l'oest sobre la terra i per primera vegada van veure i fotografiar el nou Supermarine Spitfire, un caça monoplaça que volava circumdant a l'aeronau.
La nit del 4 d'agost, quan s'acostaven a Frankfurt en tornar d'aquest viatge se'ls va advertir a la ràdio d'ona llarga que l'aterratge no era possible. Van sospitar primer que es tractava d'un accident d'avió en el lloc, però en el vol no van veure res fora de lloc. La areonave va girar cua i va volar cap al Rhön i en preguntar, es va informar que "aterrar abans del vespre no és possible". Van decidir tornar a Frankfurt i parlar directament amb l' Landemannschaft  (equip d'aterratge) amb el transmissor de molt alta freqüència ( UKW ), perquè els francesos no escoltessin i perquè poguessin utilitzar suabo per parlar amb Beurle, el líder de l'equip d'aterratge.<refname=Sammt/>
Beurle els va informar que no denían aterrar encara perquè els anglesos havien presentat una protesta diplomàtica per les seves accions. Per altra, banda una delegació anglesa era al camp d'aviació, amb l'acord del govern alemany, per inspeccionar l'aeronau. Estaven sota sospita. Beurle els va dir que esperen mentre pensaven en alguna cosa.<refname=Sammt/>
En breu, el LZ 130 va rebre el consell: Amaga tots els instruments de mesura en la nau, no aterrar al lloc de destinació habitual on un equip d'aterratge està a l'espera, sinó en l'altre ben il·luminat, on el "veritable" equip d'aterratge està esperant i es donarà a conèixer amb els senyals de llum. Després d'aterrar deixin sortir a la gent de Breuning i deixin una Sturmabteilung (un grup paramilitar nazi) amb una tripulació simulada.
Així, els anglesos estaven esperant en el lloc d'aterratge fals, i se'ls va dir que per raons  meteorològiques l'aeronau va haver d'aterrar en una altra part del camp d'aviació. Per quan els anglesos van creuar la pista d'aterratge de l'aeronau, la "veritable" tripulació estava en un autobús camí al seu hotel. Els anglesos no van trobar res sospitós, ni en l'aeronau ni a la tripulació falsa.
Dr Breuning va explicar que els resultats del viatge van ser negatius, i no perquè el radar britànic estava apagat, com Churchill va escriure en les seves memòries. El General alemany Martini va utilitzar un potent transmissor de ones de ràdio de banda ampla, per determinar el "ràdio-clima". Aquests impulsos pertorbar severament els receptors d'alta sensibilitat a la banda de 10 a 12 metres. El Dr Ernst Breuning va escriure que en repetides ocasions va demanar a Martini deixar de transmetre durant els viatges d'espionatge, però va ser en va. Això va fer impossible que el LZ 130 investigués les bandes de freqüència que els britànics estaven usant.
Els últims viatges van ser també a l'agost de 1939, sobrevolant Würzburg i Cheb. L'últim viatge, anomenat  Essen/Mülheim-Fahrt  (viatge Essen/Mülheim), va ocórrer el 20 d'agost de 1939. La partida i la destinació va ser Frankfurt amb una parada intermèdia a l'Aeroport de Essen/Mülheim, comandat per Albert Sammt. Aquest viatge (aterrant a les 21:38) va representar la fi de l'era de les grans aeronaus de transport.

## La fi de l'aeronau
L'abril de 1940, Hermann Göring va donar l'ordre de rebutjar tant el  Graf Zeppelin II  com el marc inacabat del LZ 131, perquè el metall es necessitava per a altres aeronaus. El 27 d'abril, els equips de treball havien acabat de tallar les aeronaus. El 6 de maig, els hangars dels enormes dirigibles a Frankfurt del Main van ser destruïdes amb explosius, tres anys després de la catàstrofe del  Hindenburg .